# Кунг-фу панда: Удивительные легенды
«Кунг-фу панда: Удивительные легенды» (в переводе 2x2 — Легенды потрясности; англ. Kung Fu Panda: Legends of Awesomeness) — американский анимационный мультсериал, основанный на фильмах «Кунг-фу панда». Сериал первоначально должен был выйти на канале «Nickelodeon» в 2010 году, но потом был перенесён к 2011 году. Сериал состоит из 80 эпизодов, которые были произведены или заявлены. Два специальных анонса были показаны 19 сентября и 21 октября, а премьера состоялась 7 ноября 2011 года.

## Сюжет
По и Неистовая Пятёрка защищают Долину Мира от разных злодеев. Всё это время Пo делает ошибки, усваивает уроки, узнаёт больше об истории кунг-фу и встречает известных мастеров кунг-фу.

## Эпизоды
| Сезон | Серии | Серии | Даты показа      | Даты показа     | Даты показа |
| Сезон | Серии | Серии | Первая серия     | Последняя серия | Канал       |
| ----- | ----- | ----- | ---------------- | --------------- | ----------- |
| 1     | 26    | 26    | 19 сентября 2011 | 5 апреля 2012   | Nickelodeon |
| 2     | 26    | 26    | 6 апреля 2012    | 21 июня 2013    | Nickelodeon |
| 3     | 28    | 18    | 24 июня 2013     | 22 июня 2014    | Nickelodeon |
| 3     | 28    | 10    | 15 февраля 2016  | 29 июня 2016    | Nicktoons   |

## Озвучивание

### Главные роли
- Майк Уингерт — По, Зенг, Чилин
- Фред Таташор — Шифу, Гар-ри, Бао, Кан-Шу, Чулун, Монгольский кулачный демон
- Кэри Уолгрен — Тигрица, Миссис Юн, Лам, Янг, Хан, Ю-Ю, Принцесса Мэй Ли
- Джеймс Си — Обезьяна, Мастер Чао, Ву Конг (всего около 18 персонажей)
- Макс Кох — Богомол, Чин-Гван, Батар, Ли
- Амир Талаи — Журавль
- Люси Лью — Гадюка
- Джеймс Хонг — Мистер Пинг

### Второстепенные роли
- Ава Акрес — Зан
- Дидрих Бадер — Хундун
- Эрик Бауза — Мастер Петух, Зихой
- Джефф Беннетт — Тонг Фо
- Сьюзан Блэйксли — Мэй Линг
- Клэнси Браун — Пай Мэй
- Мария Бэмфорд — Чен, Лу-Ши
- Майкл-Леон Вули — Мастер Лунь
- Тим Дадабо — Шенчи
- Грей ДеЛизл — Лян, Цзяо
- Кен Джонг — Управляющий Ву
- Джон Ди Маджо — Фунг, отец Фунга
- Джим Каммингс — Лидонг
- Джон Кассир — Сай Со, Санзу
- Рэндалл Дук Ким — Мастер Угвей
- Дэвид Кокнер — Досу
- Дэнни Кукси — Пэнг
- Морис Ламарш — Хэйланг, Лин Куэи
- Джерри Ламберт — Ши Ву
- Малкольм Макдауэлл — Широнг
- Кевин Макдональд — Лю Канг
- Кристофер Макдональд — Гробовщик
- Тресс Макнилл — Вупо, Лупо
- Майкл Маллен — Управляющий Чанг
- Тохору Масамуне — Кира
- Джим Мескимен — Мастер Квэнг, Мэнг Тао, Дерево Шуёнь
- Линн Милгрим — Скорпион
- Мелани Миничино — Лиан
- Мэттью Мой — Мастер Юджиро
- Альфред Молина — Ки-Па
- Уэнди Мэлик — Фенгхуан
- Уэйн Найт — Джонг Сунг Джай Кай Чао, Сын Джонг Сунг Джай Кай Чао
- Нолан Норт — Мастер Слон
- Ларейн Ньюман — Мама Журавля
- Роб Полсен — Отец Хана
- Енн Рейтел — Мастер Динг
- Кевин Майкл Ричардсон — Темутай, Джинг Мэй
- Нил Росс — Констебль Ху
- Пол Рубенс — Джу-Лонг
- Пол Ругг — Мастер Яо
- Стивен Рут — Мастер Джунджи
- Кри Саммер — Хо, Чанг
- Андре Соглиуззо — Тай Лунг
- Минди Стерлинг — Мастер Леопард
- Джордж Такеи — Мастер Чэнг
- Лорен Том — Минг, Сонг, Бай Ли
- Гари Энтони Уильямс — Цао, Лао
- Эйприл Уинчелл — Госпожа Муган
- Джим Уорд — Кван
- Данна Фейнгласс Фирман — Шау Нау
- Гейл Хайдеман — Госпожа Жоу
- Тоби Хасс — Мистер Енг
- Питер Хастингс — Продавец яблок, Мистер Лью
- Саймон Хелберг — Бянь Цзао
- Эми Хилл — Фанбинг, Су, Миссис Гау
- Эйприл Хонг — Хао
- Уоллес Шоун — Таотай
- Дуайт Шульц — Фу-Ши
- Памела Эдлон — Фэнг
- Р. Ли Эрми — Генерал Цин
- Кион Янг — У Юн

## Персонажи
Главные персонажи.
- По (англ. Po) — главный персонаж сериала. Большая панда. Воин Дракона.
- Мастер Шифу  — учитель По и Неистовой пятёрки.
- Мастер Тигрица  — южно-китайский тигр. Член Неистовой пятёрки, приёмная дочь Шифу и боевая подруга По.
- Мастер Обезьяна  — золотой лангур, самый весёлый и общительный член Неистовой пятёрки. Имеет старшего брата, который кроме своей популярности, он получил "что-то нехорошее".
- Мастер Гадюка  — китайская куфия, является напарницей Журавля, член Неистовой пятёрки; добрая, отзывчивая, всегда будет рядом.
- Мастер Журавль  — черношейный журавль, член Неистовой пятёрки, напарник Гадюки.
- Мастер Богомол  — китайский богомол, член Неистовой пятёрки.

Второстепенные персонажи.
- Мистер Пинг  — гусь, приёмный отец По, который работает в лапшичной.
- Мастер Чао  — красноглазый ящер, друг Шифу.
- Пэнг  — племянник Тай-Лунга, бывший гончар, который подружился с По.
- Лиан  — подруга Пэнга и глава бойцовского клуба.
- Мастер Яо  — старый и величайший мастер кунг-фу, козёл, кумир Шифу.
- Мама Журавля  — является матерью Журавля, простодушная и слишком заботливая. Ян Фан заботилась о своём сыне, считая его слабым, в связи с тем, что его хрупкое тело передалось от его отца.

Злодеи.
- Темутай  — король-полководец буйволов из клана Чидан. Имеет достаточно огромную силу.
- Хундун  — носорог, бывший охранник, уволенный из-за побега и поражения Тай-Лунга. Во всех своих бедах Хундун винит По.
- Таотай  — коварный злодей и инженер, некогда учившийся вместе с Шифу у Угвэя.
- Бьянг Зао  — вечно недовольный сын Таотая, который не поддерживает отца в его делах. По прозвал его БЗ.
- Скорпион  — злодейка, не раз она желала поработить жителей Долины мира. Бывший медик.
- Мастер Джунджи  - бывший соученик и враг Шифу.
- Фунг  — главарь крокобандитов, сын Бинга.
- Крокобандиты  — преступная организация под руководством Фунга.
- Джонг Сунг Джай Кай Чао  — правитель удела под названием Земля Джонга.
- Генерал Цин  — як, легендарный генерал и полководец, в связи с тем что у него больше нет смысла жизни, он от лишения смысла сошел с ума.
- Волки Лингвея  — помощники Лингвея (они были обучены с рождения), враги По.
- Ки-Па  — демон-дракон, который когда-то правил в Долине мира, вместе со своими "семьями".
- Тонг Фо  — лори, довольно опасный преступник.
- Мэй-Линг  — лиса, бывшая возлюбленная Шифу, ставшая воровкой.
- Кира  — японский моллюск-ронин, предавший военных и перешедший на тёмную сторону.
- Санзу  — панголин, использовавший для своих коварных целей детей сирот, пока Тигрица, Шифу и По не спасли их.